# Italien i olympiska sommarspelen 1996
Italien deltog i de olympiska sommarspelen 1996 med en trupp bestående av 340 deltagare, och landet tog totalt 35 medaljer.

## Baseboll
I gruppspelet mötte alla lag varandra och de fyra bästa lagen (Kuba, USA, Sydkorea och Japan) gick vidare.
| Nation        | Segrar | Förluster | Tiebreaker |
| ------------- | ------ | --------- | ---------- |
| Kuba          | 7      | 0         |            |
| USA           | 6      | 1         |            |
| Japan         | 4      | 3         | 1-0        |
| Nicaragua     | 4      | 3         | 0-1        |
| Nederländerna | 2      | 5         | 2-0        |
| Italien       | 2      | 5         | 1-2        |
| Australien    | 2      | 5         | 0-2        |
| Sydkorea      | 1      | 6         |            |

## Basket
Damer
Gruppspel
| Lag       | Vinster | Förluster | Poäng |
| --------- | ------- | --------- | ----- |
| Brasilien | 5       | 0         | 10    |
| Ryssland  | 4       | 1         | 9     |
| Italien   | 3       | 2         | 8     |
| Japan     | 2       | 3         | 7     |
| Kina      | 1       | 4         | 6     |
| Kanada    | 0       | 5         | 5     |

|           | Brasilien | Ryssland | Italien | Japan  | Kina  | Kanada |
| --------- | --------- | -------- | ------- | ------ | ----- | ------ |
| Brasilien | -         | 82-68    | 75-73   | 100-80 | 83-98 | 69-56  |
| Ryssland  | 68-82     | -        | 75-70   | 73-63  | 94-78 | 68-49  |
| Italien   | 73-75     | 70-75    | -       | 66-52  | 62-53 | 59-54  |
| Japan     | 80-100    | 63-73    | 52-66   | -      | 75-72 | 95-85  |
| Kina      | 83-98     | 78-94    | 53-62   | 72-75  | -     | 61-49  |
| Kanada    | 56-69     | 49-68    | 54-59   | 85-95  | 49-61 | -      |

Slutspel
|  | Kvartsfinaler | Kvartsfinaler |              |     | Semifinaler | Semifinaler  |              |            | Final      | Final |
|  | 0             | 0             | 0            | 0   | 0           | 0            | 0            | 0          | 0          | 0     |
|  |               |               | 0            | 0   |             |              | 0            | 0          |            |       |
|  |               |               | 0            | 0   |             |              | 0            | 0          |            |       |
|  | 0 Brasilien   | 0101          | 0            | 0   |             |              | 0            | 0          |            |       |
|  | 0 Brasilien   | 0101          | 0            | 0   |             |              | 0            | 0          |            |       |
|  | 0 Kuba        | 069           | 0            | 0   |             |              | 0            | 0          |            |       |
|  | 0 Kuba        | 069           | 0            | 0   | 0 Brasilien | 081          | 0            | 0          |            |       |
|  |               |               | 0            | 0   | 0 Brasilien | 081          | 0            | 0          |            |       |
|  | 0             | 0 Ukraina     | 0            | 060 | 0           |              |              | 0          |            |       |
|  | 0             | 0 Ukraina     | 0            | 060 | 0           | 0 Ukraina    | 059          | 0          |            |       |
|  | 0             |               |              |     |             | 0 Ukraina    | 059          | 0          |            |       |
|  | 0             | 0 Italien     | 050          | 0   |             |              |              | 0          |            |       |
|  | 0             | 0 Italien     | 050          | 0   | 0 Brasilien | 087          |              | 0          |            |       |
|  | 0             |               |              | 0   | 0 Brasilien | 087          |              | 0          |            |       |
|  | 0             | 0             | 0 USA        | 0   | 0111        |              |              |            |            |       |
|  | 0             | 0             | 0 USA        | 0   | 0111        | 0 Ryssland   | 070          |            |            |       |
|  | 0             | 0             |              |     |             |              | 070          |            |            |       |
|  | 0             | 0             | 0 Australien | 074 | 0           |              |              |            |            |       |
|  | 0             | 0             | 0 Australien | 074 | 0           | 0 Australien | 071          | Bronsmatch | Bronsmatch |       |
|  | 0             | 0             |              |     | 0           | 0 Australien | 071          | Bronsmatch | Bronsmatch |       |
|  | 0             | 0             | 0 USA        | 093 | 0           | 0            |              |            |            |       |
|  | 0             | 0             | 0 USA        | 093 | 0           | 0            | 0 USA        | 0108       | 0 Ukraina  | 056   |
|  | 0             | 0             |              |     | 0           | 0            | 0 USA        | 0108       | 0 Ukraina  | 056   |
|  | 0             | 0             | 0 Japan      | 093 | 0           | 0            | 0 Australien | 066        |            |       |
|  | 0             | 0             | 0 Japan      | 093 | 0           | 0            | 0 Australien | 066        |            |       |
|  |               |               |              |     |             |              |              |            |            |       |
|  |               |               |              |     |             |              |              |            |            |       |

## Boxning
Flugvikt
- Carmine Molaro
  - Första omgången — förlorade mot Hussein Hussein (Australien), 8–11

Lättvikt
- Christian Giantomassi
  - Första omgången — förlorade mot Sergey Kopenkin (Kirgizistan), 11–12

Mellanvikt
- Antonio Perugino
  - Första omgången — besegrade José Quinones (Puerto Rico), 10–8
  - Andra omgången — besegrade Roger Pettersson (Sverige), 18–4
  - Kvartsfinal — förlorade mot Alfredo Duvergel (Kuba), 8–15

Lätt tungvikt
- Pietro Aurino
  - Första omgången — besegrade Yusuf Öztürk (Turkiet), 15–7
  - Andra omgången — förlorade mot Vassili Jirov (Kazakstan), 13–18

Supertungvikt
- Paolo Vidoz
  - Första omgången — Bye
  - Andra omgången — förlorade mot Alexis Rubalcaba (Kuba), domaren stoppade matchen

## Bågskytte
Damernas individuella
- Giovanna Aldegani – Sextondelsfinal, 28:e plats (1–1)
- Paola Fantato – 32-delsfinal, 54:e plats (0–1)
- Giuseppina di Blasi – 32-delsfinal, 60:e plats (0–1)

Herrarnas individuella
- Michele Frangilli – Kvartsfinal, 6:e plats (3–1)
- Matteo Bisiani – Åttondelsfinal, 9:e plats (2–1)
- Andrea Parenti – Sextondelsfinal, 17:e plats (1–1)

Damernas lagtävling
- Aldegani, Fantato och di Blasi – Åttondelsfinal, 9:e plats (0–1)

Herrarnas lagtävling
- Frangilli, Bisiani och Parenti – Bronsmatch (3–1) →  Brons

## Cykling

### Landsväg
Herrarnas tempolopp
- Maurizio Fondriest
  - Final — 1:05:01 (→ 4:e plats)

- Francesco Casagrande
  - Final — 1:09:18 (→ 19:e plats)

Damernas linjelopp
- Imelda Chiappa
  - Final — 02:36:38 (→  Silver)

- Alessandra Cappellotto
  - Final — 02:37:06 (→ 7:e plats)

- Roberta Bonanomi
  - Final — 02:37:06 (→ 32:e plats)

Damernas tempolopp
- Imelda Chiappa
  - Final – 38:47 (→ 8:e plats)

### Bana
Herrarnas poänglopp
- Silvio Martinello
  - Final — 37 poäng (→  Guld)

### Mountainbike
Herrarnas terränglopp
- Daniele Pontoni
  - Final — 2:25:08 (→ 5:e plats)

- Luca Bramati
  - Final — 2:26:05 (→ 8:e plats)

Damernas terränglopp
- Paola Pezzo
  - Final — 1:50,51 (→  Guld)

- Annabella Stropparo
  - Final — 1:55,56 (→ 6:e plats)

## Fotboll
Herrar
Coach: Cesare Maldini
| Nr | Pos. | Namn                | Födelsedatum (ålder)      | Matcher | Mål |         | Klubb    |
| -- | ---- | ------------------- | ------------------------- | ------- | --- | ------- | -------- |
| 1  | MV   | Gianluca Pagliuca*  | 18 december 1966 (29 år)  |         |     | Italien | Inter    |
| 2  | F    | Christian Panucci   | 12 april 1973 (23 år)     |         |     | Italien | AC Milan |
| 3  | F    | Alessandro Nesta    | 19 mars 1976 (20 år)      |         |     | Italien | Lazio    |
| 4  | F    | Fabio Cannavaro     | 13 september 1973 (22 år) |         |     | Italien | Parma    |
| 5  | F    | Fabio Galante       | 20 november 1973 (22 år)  |         |     | Italien | Genoa    |
| 6  | F    | Salvatore Fresi     | 16 januari 1973 (23 år)   |         |     | Italien | Inter    |
| 7  | MF   | Raffaele Ametrano   | 15 februari 1973 (23 år)  |         |     | Italien | Udinese  |
| 8  | MF   | Massimo Crippa*     | 17 maj 1965 (31 år)       |         |     | Italien | Parma    |
| 9  | A    | Marco Branca*       | 6 januari 1965 (31 år)    |         |     | Italien | Inter    |
| 10 | MF   | Massimo Brambilla   | 4 mars 1973 (23 år)       |         |     | Italien | Parma    |
| 11 | A    | Marco Delvecchio    | 7 april 1973 (23 år)      |         |     | Italien | Roma     |
| 12 | MV   | Gianluigi Buffon    | 28 januari 1978 (18 år)   |         |     | Italien | Parma    |
| 13 | F    | Alessandro Pistone  | 27 juli 1975 (20 år)      |         |     | Italien | Inter    |
| 14 | MF   | Damiano Tommasi     | 17 maj 1974 (22 år)       |         |     | Italien | Verona   |
| 15 | F    | Fabio Pecchia       | 24 augusti 1973 (22 år)   |         |     | Italien | Napoli   |
| 16 | MF   | Domenico Morfeo     | 16 januari 1976 (20 år)   |         |     | Italien | Atalanta |
| 17 | A    | Cristiano Lucarelli | 4 oktober 1975 (20 år)    |         |     | Italien | Cosenza  |
| 18 | MF   | Antonino Bernardini | 21 juni 1974 (22 år)      |         |     | Italien | Torino   |
| 19 | F    | Luigi Sartor°       | 30 januari 1975 (21 år)   |         |     | Italien | Vicenza  |

Gruppspel
|              | Spelade | Vinster | Oavgjorda | Förluster | Gjorda mål | Insläppta mål | Poäng |
| ------------ | ------- | ------- | --------- | --------- | ---------- | ------------- | ----- |
| Mexiko       | 3       | 1       | 2         | 0         | 2          | 1             | 5     |
| Ghana U23    | 3       | 1       | 1         | 1         | 4          | 4             | 4     |
| Sydkorea U23 | 3       | 1       | 1         | 1         | 2          | 2             | 4     |
| Italien U23  | 3       | 1       | 0         | 2         | 4          | 5             | 3     |

## Friidrott
Herrarnas 100 meter
- Ezio Madonia
- Stefano Tilli

Herrarnas 200 meter
- Sandro Floris

Herrarnas 800 meter
- Giuseppe D'Urso
- Andrea Benvenuti
- Andrea Giocondi

Herrarnas 5 000 meter
- Genny di Napoli
  - Kval — 14:03,56
  - Semifinal — 13:28,80
  - Final — 13:28,36 (→ 12:e plats)

- Stefano Baldini
  - Kval — 13:55,41
  - Semifinal — 14:06,45 (→ gick inte vidare)

Herrarnas 10 000 meter
- Stefano Baldini
  - Kval — 27:55,79
  - Final — 29:07,77 (→ 18:e plats)

Herrarnas maraton
- Danilo Goffi — 2:15,08 (→ 9:e plats)
- Salvatore Bettiol — 2:17,27 (→ 20:e plats)
- Davide Milesi — 2:21,45 (→ 50:e plats)

Herrarnas 4 x 100 meter stafett
- Giovanni Puggioni, Ezio Madonia, Angelo Cipolloni och Sandro Floris
  - Heat — fullföljde inte (→ gick inte vidare)

Herrarnas 4 x 400 meter stafett
- Fabrizio Mori, Alessandro Aimar, Andrea Nuti och Ashraf Saber
  - Heat — 3:03.60
  - Semifinal — 3:02,56 (→ gick inte vidare)

Herrarnas 400 meter häck
- Fabrizio Mori
  - Heat — 48,90s
  - Semifinal — 48,43s
  - Final — 48,41s (→ 6:e plats)

- Laurent Ottoz
  - Heat — 48.92s
  - Semifinal — 48,52s (→ gick inte vidare)

- Ashraf Saber
  - Heat — 49,71s (→ gick inte vidare)

Herrarnas 3 000 meter hinder
- Alessandro Lambruschini
  - Heat — 8:31,69
  - Semifinal — 8:27,32
  - Final — 8:11,28 (→  Brons)

- Angelo Carosi
  - Heat — 8:30,83
  - Semifinal — 8:21,86
  - Final — 8:29,67 (→ 9:e plats)

Herrarnas längdhopp
- Simone Bianchi
  - Kval — 7,79m (→ gick inte vidare)

Herrarnas kulstötning
- Paolo Dal Soglio
- Corrado Fantini
- Giorgio Venturi

Herrarnas diskuskastning
- Diego Fortuna
  - Kval — 60,08m (→ gick inte vidare)

Herrarnas släggkastning
- Enrico Sgrulletti
  - Kval — 77,36m
  - Final — 76,98m (→ 9:e plats)

- Loris Paoluzzi
  - Kval — 72,82m (→ gick inte vidare)

Herrarnas tiokamp
- Beniamino Poserina
  - Slutligt resultat — 7013 poäng (→ 30:e plats)

Herrarnas 20 kilometer gång
- Giovanni Perricelli
- Giovanni De Benedictis
- Michele Didoni

Herrarnas 50 kilometer gång
- Arturo Di Mezza — 3'44:52 (→ 4:e plats)

- Giovanni Perricelli — 3'52:31 (→ 13:e plats)

- Giovanni De Benedictis — fullföljde inte (→ ingen notering)

Damernas 400 meter
- Virna De Angeli
- Patrizia Spuri

Damernas 5 000 meter
- Roberta Brunet
- Silvia Sommaggio

Damernas 10 000 meter
- Maria Guida
  - Kval — 31:55,35
  - Final — startade inte (→ ingen notering)

- Silvia Sommaggio
  - Kval — 32:59,40 (→ gick inte vidare)

Damernas maraton
- Ornella Ferrara — 2:33,09 (→ 13:e plats)
- Maria Curatolo — fullföljde inte (→ ingen notering)
- Maura Viceconte — fullföljde inte (→ ingen notering)

Damernas 100 meter häck
- Carla Tuzzi

Damernas 400 meter häck
- Virna de Angeli
  - Kval — 57,12 (→ gick inte vidare)

Damernas diskuskastning
- Agnese Maffeis
  - Kval — 56,54m (→ gick inte vidare)

Damernas höjdhopp
- Antonella Bevilacqua
  - Kval — 1,93m
  - Final — 1.99m (→ 4:e plats)

Damernas längdhopp
- Fiona May
  - Kval — 6,85m
  - Final — 7.02m (→  Silver)

Damernas tresteg
- Barbara Lah
  - Kval — 13,74m (→ gick inte vidare)

Damernas sjukamp
- Giuliana Spada

Damernas 10 kilometer gång
- Elisabetta Perrone – 42:12 (→  Silver)
- Rossella Giordano – 42:43 (→ 5:e plats)
- Annarita Sidoti – 43:57 (→ 11:e plats)

## Fäktning
Herrarnas florett
- Alessandro Puccini
- Stefano Cerioni
- Marco Arpino

Herrarnas florett, lag
- Alessandro Puccini, Marco Arpino, Stefano Cerioni

Herrarnas värja
- Sandro Cuomo
- Angelo Mazzoni
- Maurizio Randazzo

Herrarnas värja, lag
- Sandro Cuomo, Angelo Mazzoni, Maurizio Randazzo

Herrarnas sabel
- Tonhi Terenzi
- Luigi Tarantino
- Raffaelo Caserta

Herrarnas sabel, lag
- Luigi Tarantino, Raffaelo Caserta, Tonhi Terenzi

Damernas florett
- Valentina Vezzali
- Giovanna Trillini
- Diana Bianchedi

Damernas florett, lag
- Francesca Bortolozzi-Borella, Giovanna Trillini, Valentina Vezzali

Damernas värja
- Margherita Zalaffi
- Elisa Uga
- Laura Chiesa

Damernas värja, lag
- Elisa Uga, Laura Chiesa, Margherita Zalaffi

## Modern femkamp
Herrar
- Cesare Toraldo – 5402 poäng (→ 8:e plats)
- Fabio Nebuloni – 5285 poäng (→ 17:e plats)
- Alessandro Conforto – 5128 poäng (→ 25:e plats)

## Simhopp
Herrarnas 3 m
- Davide Lorenzini
  - Kval — 356,55
  - Semifinal — 202,80 (→ 15:e plats)

Damernas 3 m
- Francesca d'Oriano
  - Kval — 208,77 (→ gick inte vidare, 24:e plats)

Damernas 10 m
- Francesca d'Oriano
  - Kval — 202,86 (→ gick inte vidare, 28:e plats)

## Tennis
Herrsingel
- Renzo Furlan
  - Första omgången — Besegrade Jiří Novák (Tjeckien) 4–5 6–4 6–3
  - Andra omgången — Besegrade Luis Morejon (Ecuador) 7–5 6–2
  - Tredje omgången — Besegrade Marc Rosset (Schweiz) 6–2 4–2 retired
  - Kvartsfinal — Förlorade mot Leander Paes (Indien) 1–6 9–7

- Andrea Gaudenzi
  - Första omgången — Besegrade Carlos Costa (Spanien) 6–3 6–2
  - Andra omgången — Besegrade Oscar Ortiz (Mexiko) 6–1 7–6
  - Tredje omgången — Förlorade mot Andre Agassi (USA) 6–2 4–6 2–6

Damsingel
- Rita Grande
  - Första omgången — Förlorade mot Patricia Hy-Boulais (Kanada) 4–6 4–6

- Silvia Farina
  - Första omgången — Besegrade Clare Wood (Storbritannien) 6–2 6–2
  - Andra omgången — Förlorade mot Arantxa Sánchez Vicario (Spanien) 1–6 3–6